# Делих, Ньянденг Малек
Ньянденг Малек Делих (англ. Nyandeng Malek Deliech; род. 1964) — политическая деятельница Южного Судана. 25 мая 2010 года заняла должность губернатора штата Вараб, набрав 517 149 голосов. Является первой женщиной, избранной губернатором штата в Южном Судане.

## Биография
Родилась в регионе Бахр-эль-Газаль. Внучка вождя Арола Какуола. В 13 лет переехала в Джубу, чтобы жить со своей тетей Викторией Яр Арол и продолжить получать образование. Виктория Яр Арол поощряла её стремление получить образование. В 1984 году окончила среднюю школу в Гезерии и продолжила учёбу в Египте. В 1991 году получила степень бакалавра в Университете Эз-Заказика. В том же году вышла замуж за Эндрю Маека Мадута, который родился в Южном Судане и работал учителем в Эфиопии. Позже она продолжила обучение в Великобритании, получив степень магистра в Вулверхэмптонском университете в 2003 году. Во время своего пребывания в Египте присоединилась к Народной армии освобождения Судана. Позже преподавала в Университете им. Мои в Кении.
Во время войны за независимость Южного Судана она работала в сфере образования в контролируемых повстанцами районах. В 2007 году стала заместителем губернатора и министром образования штата Вараб и подала в отставку из-за разногласий с губернатором. В апреле 2010 года была избрана губернатором штата и приведена к присяге 25 мая 2010 года. Стала первой женщиной, избранной губернатором в Южном Судане. В должности губернатора она стремилась предоставить девочкам больше возможностей для получения образования.
В августе 2015 года подверглась критике за увольнение 18 государственных служащих. Член парламента страны призвал президента Южного Судана отстранить её за предполагаемую коррупционную деятельность. 16 августа 2015 года Ньянденг Малек Делих стала одним из четырех губернаторов, которых президент страны Сальваторе Киир уволил с должности.